# Simp
Simp (von englisch simpleton ‚Einfaltspinsel‘) ist eine dem Internet-Slang entsprungene abwertende Bezeichnung für jemanden, der einer anderen Person übermäßiges Mitgefühl und Aufmerksamkeit entgegenbringt, ohne dass dies wirklich erwidert wird. Das Verhalten, auch Simping genannt, ist dabei häufig romantisch oder sexuell motiviert. Der Begriff wird in der Regel nur für ein entsprechendes Verhalten eines Mannes gegenüber einer Frau verwendet.

## Ursprung
Der Begriff simp taucht im Englischen erstmalig 1903 auf und steht zunächst lediglich als Abkürzung für simpleton, also für eine „einfältige Person“. Ab 1980 wurde der Begriff wiederkehrend im amerikanischen Rap aufgegriffen und verstärkt für „weiches“ und „übertrieben mitfühlendes“ Verhalten, besonders im Umgang mit Frauen, verwendet. Dort gilt er als Gegenteil eines Pimps.
Populär wurde die Bezeichnung ab ca. 2019 durch die verstärkte Verbreitung in sozialen Medien, vor allem TikTok, Twitch und X. Laut Google Trends haben sich die Anfragen nach dem Begriff zwischen Ende 2018 und Ende 2019 verdoppelt.

## Social-Media-Bereich
Besonders im Bereich von Social-Media-Plattformen findet der Begriff Anwendung, in welchem er das verehrende Verhalten gegenüber Personen des öffentlichen Lebens bezeichnet. Aufgrund des einseitigen Mediums kann der Konsument persönliche Einblicke in das Leben der Idole erhalten, Gefälligkeiten (wie Kommentare, Geschenke oder Geld-Spenden) bleiben aber größtenteils unerwidert (parasoziale Beziehung).
Dazu zählt das Geschäft mit erotischen bzw. pornographischen Inhalten über Plattformen wie OnlyFans, auf welchen die Nutzer über kostenpflichtige Abonnements „explizitere“ Inhalte ihrer Idole abrufen können.

## Kritik
Während der Begriff anfangs lediglich eine bestimmte Art schmeichelnden Verhaltens bezeichnete, wurde er nach seiner breiten Popularität als allgemeine Beleidigung angesehen. Die Anwendung des Begriffes wurde dadurch stark ausgeweitet und wird deswegen teilweise abwertend gegenüber normalem respektvollen Verhalten, besonders zwischen Mann und Frau verwendet. Die New York Times bezeichnete den Begriff deswegen als frauenfeindlich und gibt an, er „drücke Unbehagen über die geschlechtliche Gleichstellung aus und biete eine einfache Möglichkeit, Menschen, die dieses Unbehagen verursachen, zu diskreditieren“. The Daily Dot schreibt, dass der Begriff zwar meistens „ironisch und ohne frauenfeindliche Untertöne“ verwendet wird, „es braucht aber nicht viel, um in einigen antifeministischen Räumen als Simp bezeichnet zu werden“ und dass „alles von der Sehnsucht nach einem Schwarm bis zum tatsächlichen Respekt vor Frauen als Simping angesehen werden könnte“.
Die umstrittene Bedeutung des Wortes Simp führte im Dezember 2020 dazu, dass Twitch im Rahmen des Banns einer größeren Liste an „beleidigenden Formulierungen“ bekannt gab, die Bezeichnung Simp aus Emotes zu sperren und die Verwendung nur noch in einem angebrachten Kontext zu gestatten.